# Lista de prefeitos dos municípios de Roraima eleitos em 2024
Esta é a lista de prefeitos dos municípios de Roraima eleitos em 2024.
Nas eleições municipais brasileiras de 2024, os 15 municípios roraimenses elegeram seus prefeitos, todos no primeiro turno, realizado em 6 de outubro. Dos 14 candidatos eleitos no interior do estado, o mais votado foi Pinto do Equador, do Republicanos, com 11.217 votos. Luiza Maura, do PP, foi a candidata proporcionalmente mais votada, obtendo 79,50% dos votos no município de São João da Baliza, que também foi a maior porcentagem entre todos os prefeitos eleitos.
Em Boa Vista, Arthur Henrique (MDB) foi reeleito no primeiro turno, derrotando a deputada estadual Catarina Guerra, do União Brasil por larga vantagem (133.180 votos contra 40.410).
Dos 4 partidos que elegeram prefeitos, o PP foi o que teve mais êxito nas urnas, elegendo 7 candidatos, um a mais que o Republicanos. Apenas Boa Vista e Uiramutã elegeram prefeitos de partidos que não apoiam o governador Antonio Denarium (MDB e Rede Sustentabilidade).
| Nº | Município          | Prefeito                                   | Partido                    | Votos   | %     |
| -- | ------------------ | ------------------------------------------ | -------------------------- | ------- | ----- |
| 1  | Alto Alegre        | Wagner Nunes                               | Republicanos               | 6.983   | 61,79 |
| 2  | Amajari            | Núbia Lima                                 | PP                         | 3.127   | 48,82 |
| 3  | Boa Vista          | Arthur Henrique                            | MDB                        | 133.180 | 75,18 |
| 4  | Bonfim             | Romualdo Feitosa                           | Republicanos               | 5.243   | 51,36 |
| 5  | Cantá              | André Castro                               | PP                         | 7.433   | 51,59 |
| 6  | Caracaraí          | Dianiery de Souza Coelho (Diane)           | PP                         | 5.943   | 49,14 |
| 7  | Caroebe            | Osmar Filho                                | Republicanos               | 3.756   | 60,32 |
| 8  | Iracema            | Marlene Saraiva                            | Republicanos               | 3.677   | 52,11 |
| 9  | Mucajaí            | Chiquinho Rufino                           | Republicanos               | 6.199   | 50,89 |
| 10 | Normandia          | Wenston Raposo (Dr. Raposo)                | PP                         | 5.036   | 61,77 |
| 11 | Pacaraima          | Walderi D'Avila                            | PP                         | 3.573   | 46,22 |
| 12 | Rorainópolis       | Alessandro Daltro Sousa (Pinto do Equador) | Republicanos               | 11.217  | 59,48 |
| 13 | São João da Baliza | Luiza Maura                                | PP                         | 3.852   | 79,50 |
| 14 | São Luiz           | Elias Beschorner da Silva (Chicão)         | PP                         | 3.064   | 59,40 |
| 15 | Uiramutã           | Benisio Roberto de Souza (Tuxaua Benisio)  | REDE (Federação PSOL REDE) | 4.214   | 59,66 |